# Verkiezingen voor het Europees Parlement 2009

Samenstelling na de verkiezingen van de delegatie van elke lidstaat

De Europees Parlementsverkiezingen 2009 waren de zevende verkiezingen voor een rechtstreeks gekozen Europees Parlement, voor de zittingsperiode 2009-2014. Zij vonden plaats van 4 t/m 7 juni 2009. Er werd in alle 27 lidstaten gestemd voor in totaal 736 parlementsleden.

## Aantal zetels per land
| Lidstaat            | 2009 | 2011 | 2013 |
| ------------------- | ---- | ---- | ---- |
| België              | 22   | 22   | 22   |
| Bulgarije           | 17   | 18   | 18   |
| Cyprus              | 6    | 6    | 6    |
| Denemarken          | 13   | 13   | 13   |
| Duitsland           | 99   | 99   | 99   |
| Estland             | 6    | 6    | 6    |
| Finland             | 13   | 13   | 13   |
| Frankrijk           | 72   | 74   | 74   |
| Griekenland         | 22   | 22   | 22   |
| Hongarije           | 22   | 22   | 22   |
| Ierland             | 12   | 12   | 12   |
| Italië              | 72   | 73   | 73   |
| Kroatië             | -    | -    | 12   |
| Letland             | 8    | 9    | 9    |
| Litouwen            | 12   | 12   | 12   |
| Luxemburg           | 6    | 6    | 6    |
| Malta               | 5    | 6    | 6    |
| Nederland           | 25   | 26   | 26   |
| Oostenrijk          | 17   | 19   | 19   |
| Polen               | 50   | 51   | 51   |
| Portugal            | 22   | 22   | 22   |
| Roemenië            | 33   | 33   | 33   |
| Slovenië            | 7    | 8    | 8    |
| Slowakije           | 13   | 13   | 13   |
| Spanje              | 50   | 54   | 54   |
| Tsjechië            | 22   | 22   | 22   |
| Verenigd Koninkrijk | 72   | 73   | 73   |
| Zweden              | 18   | 20   | 20   |
| totaal              | 736  | 754  | 766  |

## Verkiezingsdata
Op 7 juni werd meer dan driekwart van alle afgevaardigden gekozen. De verkiezingsdata verschilden echter per lidstaat.
- Donderdag 4 juni:  Nederland,  Verenigd Koninkrijk (25 respectievelijk 72, 97 zetels in totaal)
- Vrijdag 5 juni:  Ierland,  Tsjechië  (dag 1) (12 zetels in totaal)
- Zaterdag 6 juni: Cyprus,  Frankrijk (overzeese gebiedsdelen),  Italië  (dag 1),  Letland,  Slowakije,  Tsjechië  (dag 2) (54 zetels in totaal)
- Zondag 7 juni:  België,  Bulgarije,  Duitsland,  Denemarken,  Estland,  Finland,  Frankrijk,  Griekenland,  Hongarije,  Italië  (dag 2),  Litouwen,  Luxemburg,  Oostenrijk,  Polen,  Portugal,  Roemenië,  Slovenië,  Spanje,  Zweden (561 zetels in totaal)

In verschillende EU-lidstaten werden er ook gemeentelijke en/of landelijke verkiezingen gehouden. In Luxemburg vonden parlementsverkiezingen plaats, Duitsland, Ierland, Italië, Letland, Malta en het Verenigd Koninkrijk hadden gemeenteraadsverkiezingen. België had verkiezingen voor het Brusselse Gewest, voor Vlaanderen en Wallonië. In Denemarken werd een referendum gehouden.

## Zetelverdeling naar fractie
De zetelverdeling in het Europees Parlement was na de verkiezingen van 2009 als volgt:
| Fractie | Fractie                                              | Aantal zetels in | Aantal zetels in | Zetelverdeling (grafisch) |
| Fractie | Fractie                                              | 2009             | 2014             | Zetelverdeling (grafisch) |
| ------- | ---------------------------------------------------- | ---------------- | ---------------- | ------------------------- |
|         | Europese Volkspartij                                 | 265              | 274              | 2009                      |
|         | Progressieve Alliantie van Socialisten en Democraten | 184              | 196              | 2009                      |
|         | Alliantie van Liberalen en Democraten voor Europa    | 84               | 83               | 2009                      |
|         | De Groenen/Vrije Europese Alliantie                  | 55               | 57               | 2009                      |
|         | Europese Conservatieven en Hervormers                | 54               | 57               | 2009                      |
|         | Europees Unitair Links/Noords Groen Links            | 35               | 35               | 2009                      |
|         | Europa van Vrijheid en Democratie                    | 32               | 31               | 2009                      |
|         | niet-fractiegebonden leden                           | 27               | 33               | 2009                      |
| totaal  | totaal                                               | 736              | 766              | 2009                      |

## Per lidstaat

### Verenigd Koninkrijk
In het Verenigd Koninkrijk leed de Labour Party verliezen, en leek daarmee te worden afgestraft voor de nationale schandalen rond de hoge onkosten van zijn leden. De partij werd zelfs pas de derde partij, na de Conservatieve Partij en de United Kingdom Independence Party. Ook de extreemrechtse British National Party haalde voor het eerst twee zetels